# Охота за привидениями

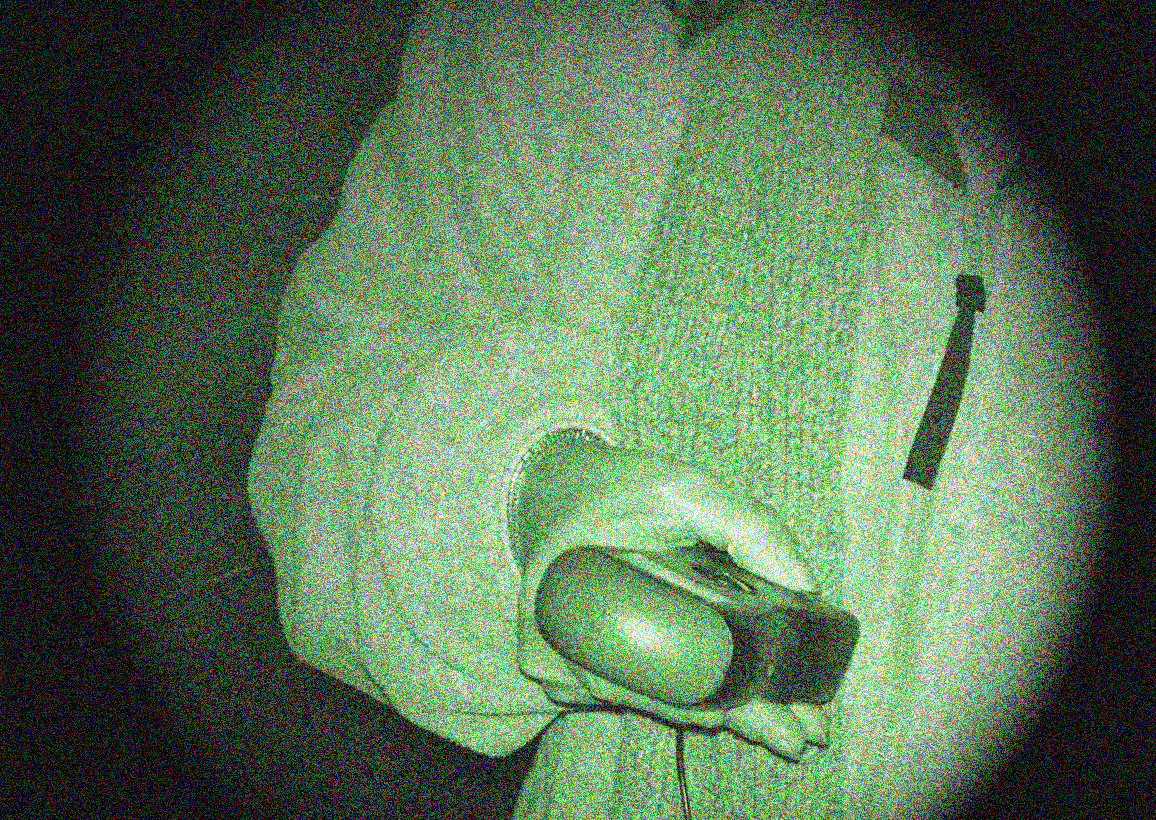
Измерение электромагнитного поля «охотником».

Охота за привидениями — псевдонаучная практика, включающая в себя изучение различных мест, где, по сообщениям, могут обитать привидения. Как правило, исследователи пытаются собрать доказательства паранормальной активности. В своей деятельности «охотники» нередко используют различные технические устройства: измерители электромагнитного поля, термометры, статические и переносные видеокамеры, тепловизоры, приборы ночного видения, диктофоны, магнитометры, счётчики Гейгера, металлодетекторы и так далее.
Охоту за привидениями нельзя назвать широко распространённым в мире занятием, но массовая культура в виде фильмов, телепередач и Интернета оказала определённое влияние на рост популярности данного рода занятий, в связи с чем даже появились организации, торгующие всевозможным «специализированным» оборудованием для отслеживания призраков.
Некоторые из «охотников за привидениями» называют себя «исследователями паранормальных явлений» и утверждают, что используют научные методы в своей работе; научное сообщество, тем не менее, не признаёт существование привидений и рассматривает данную практику как лженауку. При этом одни учёные-скептики в принципе отвергают саму возможность существования паранормальных явлений, тогда как некоторые другие, допускающие их реальность, направляют свою критику в адрес именно современных методов охоты за привидениями, которые, по их мнению, не имеют ничего общего с подлинной наукой, а более напоминают некий «техномистицизм», поэтому привидения, даже если они существуют, с их помощью обнаружены быть не могут.